# Offin
Offin település Franciaországban, Pas-de-Calais megyében. Lakosainak száma 203 fő (2022. január 1.). Offin Hesmond, Cavron-Saint-Martin, Contes, Lebiez és Loison-sur-Créquoise községekkel határos.

## Népesség
A település népességének változása:
| Lakosok száma | 210  | 210  | 213  | 207  | 204  | 200  | 199  | 197  | 203  |
|               | 2013 | 2015 | 2016 | 2017 | 2018 | 2019 | 2020 | 2021 | 2022 |